# Dagny Bang
Dagny Kristine Bang (Christiania, 8 de junio de 1868 - Solna, 11 de agosto de 1944) fue una médica y política noruega del Partido Liberal . Fue una de las primeras médicas de Noruega y también fue una defensora de los derechos de la mujer.
Nació en Christiania, hija del capitán de barco Kristian Andersen y Karoline Larsen, pero fue adoptada junto con su hermana por el profesor Cathrinus Bang (1822–1898). En julio de 1901 se casó con el maestro Ivar Andreas Refsdal (1872-1937), hijo del político Anfin Larsen Refsdal.
Realizó su examen artium en la Ragna Nielsen School en 1888, se matriculó en los estudios de medicina en la Royal Frederick University y se graduó como cand.med. en 1896. Fue la sexta mujer en graduarse en medicina en Noruega. Fue candidata médica en Rikshospitalet antes de abrir una clínica privada en 1897. También fue médica en la Escuela Primaria Vaterland de 1899 a 1933. Continuó sus estudios, en ginecología y dermatología con varios viajes de estudio al exterior, y fue especialista certificada en esta última materia desde 1912.
Fue miembro de la junta directiva de la Asociación Nacional para el Sufragio de la Mujer de 1898 a 1902 y de la Asociación Noruega por los Derechos de la Mujer de 1908 a 1910. Después de las elecciones locales noruegas de 1907, fue diputada del ayuntamiento de Kristiania durante dos mandatos. Fue cofundadora y miembro de la junta de la Liga de Mujeres del Partido Liberal de Kristiania. Junto con Louise Isachsen y Kristine Munch, entre otras, fue cofundadora de la Medical Women's Association en 1921, organización que más tarde presidió durante cuatro años. En 1935 fundó la sucursal noruega de Open Door International.
Enfermó de cáncer y recibió tratamientos, entre otros, en el Karolinska Hospital en Solna, donde murió en agosto de 1944.